# Eduard Tománek
Eduard Tománek (* 19. července 1936) byl český a československý politik Komunistické strany Československa, poslanec České národní rady a Sněmovny národů Federálního shromáždění na počátku normalizace.

## Biografie
K roku 1969 se uvádí původní profesí coby horník, bytem Horní Suchá, okres Karviná. Vyučil se horníkem a v době svého nástupu do parlamentu pracoval jako uvolněný předseda ZV ROH na dole Doubrava v ostravsko-karvinském revíru. Předtím působil jako funkcionář ČSM, člen Ústředního výboru i předsednictva ČSM.
Po provedení federalizace Československa usedl v lednu 1969 do Sněmovny národů Federálního shromáždění. Do federálního parlamentu ho nominovala Česká národní rada, kde rovněž zasedal. Ve FS setrval do prosince 1969, kdy rezignoval na mandát.